# Corinthians 10–1 Tiradentes
Corinthians 10–1 Tiradentes foi um jogo realizado pelo Campeonato Brasileiro de 1983 entre as equipes do Corinthians e do Tiradentes. A partida, realizada em 9 de fevereiro de 1983 no Estádio do Canindé, teve como destaque os 4 gols de Sócrates, enquanto Paulo Egídio fez dois gols.
É a maior goleada na história da primeira divisão do Campeonato Brasileiro e a segunda maior considerando todas as divisões, atrás de Brasiliense 10–0 Interporto, pela Série D de 2023. É também o jogo com mais gols da competição, em empate com duas vitórias do Santos sobre o Bahia: 9–2, em 1968 (RGP), e 7–4, em 2003.
No Brasileirão seguinte, ocorreu uma nova vitória por 9 gols de maioria, Vasco 9–0 Tuna Luso. A diferença não foi mais repetida na Série A desde então.
No primeiro jogo entre os times, realizado em Teresina, o Tiradentes vencera o Corinthians por 2 a 1 (gols de Sabará e Hélio Rocha para o Tigre, e Sócrates para o Timão).

## Primeiro tempo
O Tiradentes ensaiou uma surpresa aos 18 minutos do primeiro tempo, depois que o meia Sabará, de pênalti, fez o primeiro gol do jogo (foi também o único do "Tigre da PM" na partida).
Sócrates empatou o jogo aos 24 minutos, também numa cobrança de pênalti, e virou o placar aos 31, aproveitando passe de Ataliba. Biro-Biro ampliou aos 37, de cabeça, recebendo um cruzamento de Paulo Egídio. Sócrates completou o hat-trick aos 42 minutos, cobrando falta - a bola chegou a bater na trave antes de entrar. 2 minutos depois, Paulo Egídio recebeu passe de Alfinete e fez o quinto gol corintiano.

## Segundo tempo
Na segunda etapa, o Corinthians continuou dominando o jogo, e aos 4 minutos, Ataliba fez de voleio o sexto gol do Corinthians. Aos 8, Wladimir, de bicicleta, fez o sétimo gol da equipe paulista. Paulo Egídio foi o autor do oitavo gol corintiano aos 17 minutos, batendo por baixo do goleiro Neto.
Também de pênalti, Sócrates fez, aos 33, o quarto gol dele e o nono do Corinthians na partida. Vidotti, que entrara no lugar de Ataliba, recebeu de Wladimir e bateu no canto de Neto, fazendo o décimo gol, aos 42 minutos.

## Detalhes da Partida
| 9 de fevereiro de 1983 | Corinthians | 10 – 1    | Tiradentes       | Estádio do Canindé, São Paulo |
|                        | Sócrates 24' (pen), 31', 42', 78' (pen) · Paulo Egídio 44', 62' · Biro-Biro 37' · Ataliba 49' · Wladimir 53' · Vidotti 87' | Relatório | Sabará pen' (18) | Público: 17,921               |

| Corinthians | Tiradentes |

| Corinthians:     |  |                 |  |     |
|                  |  |                 |  |     |
| GK               |  | Solito          |  |     |
| LD               |  | Alfinete        |  |     |
| Z                |  | Mauro           |  |     |
| Z                |  | Daniel González |  |     |
| LE               |  | Wladimir        |  |     |
| MC               |  | Paulinho        |  |     |
| MC               |  | Biro-Biro       |  |     |
| MC               |  | Sócrates        |  |     |
| MC               |  | Zenon           |  | 77' |
| AT               |  | Ataliba         |  | 77' |
| AT               |  | Paulo Egídio    |  |     |
| Reservas:        |  |                 |  |     |
| MC               |  | Eduardo         |  | 77' |
| AT               |  | Vidotti         |  | 77' |
| Técnico:         |  |                 |  |     |
| Mário Travaglini |  |                 |  |     |

| Tiradentes:       |  |             |     |     |
|                   |  |             |     |     |
| GK                |  | Neto        |     |     |
| LD                |  | Waldinar    | ND' |     |
| Z                 |  | Wagner      |     |     |
| Z                 |  | Baiano      |     |     |
| Z                 |  | Zezé        |     | 62' |
| V                 |  | Zuega       |     |     |
| V                 |  | Durval      |     |     |
| MC                |  | Hélio Rocha |     | 62' |
| MC                |  | Sabará      |     |     |
| AT                |  | Joniel      |     |     |
| AT                |  | Luís Sérgio |     |     |
| Reservas:         |  |             |     |     |
| Z                 |  | Geová       |     | 62' |
| AT                |  | Etevaldo    |     | 62' |
| Técnico:          |  |             |     |     |
| Alberino de Paula |  |             |     |     |